# ポックスウイルス科
ポックスウイルス科 (Family Poxviridae) は、ウイルスの分類における1科である。
この科に属するウイルスは線状の2本鎖DNAをゲノムとして持つDNAウイルスであり、そのビリオンは220-450nm×140-260nm×140-260nmの煉瓦状ないし卵形で、エンベロープを有する。通常のエンベロープを持つウイルスとは異なり、エーテル耐性のものも存在する（オルソポックスウイルス属、アビポックスウイルス属）。また、ウイルスの増殖は他のDNAウイルスと異なり、宿主細胞の細胞質内で行われる。
感染経路としては経気道や接触によるものが多く、節足動物による機械的伝播も起こりやすい。ポックスウイルス科による病気の特徴は皮膚の発疹様斑紋である。ポックスウイルス科のウイルスによる疾患としては天然痘が有名である。

## 特徴
ポックスウイルスはレンガ型あるいは卵形をしたウイルスであるが、全長が220-450nmもある（→インフルエンザウイルスやヒト免疫不全ウイルスではだいたい100nmほど）大きなDNAウイルスである。また、通常のDNAウイルスは感染細胞の酵素を借りて核内で増殖するが、ポックスウイルスはDNA複製に必要な酵素のほとんどを自前で持っているため、細胞質内で増殖を行う。

## 分類
- オルソポックスウイルス属
  - 天然痘ウイルス（Variola virus）
  - ワクチニアウイルス（Vaccinia virus）
  - 牛痘ウイルス（Cowpox virus）
  - エムポックスウイルス（Monkeypox virus）
  - ラクダ痘ウイルス（Camelpox virus）
  - エクトロメリアウイルス（Ectromelia virus）など
  - アラスカポックスウイルス（英語版） ‐ 2015年に発見された[1]。2024年1月下旬にアラスカ州のキナイ在住の男性が感染し、初の死亡者となった[2]。
- パラポックスウイルス属
  - オルフウイルス（Orf virus）
  - ウシ丘疹性口炎ウイルス（Bovine papular stomatitis virus）など
- アビポックスウイルス属
  - 鶏痘ウイルス（Fowlpox virua）
  - カナリア痘ウイルス（Canarypox virus）など
- Genus Capripoxvirus
  - ヒツジ痘ウイルス（Sheeppox virus）
  - ヤギ痘ウイルス（Goatpox virus）
  - ランピースキン病ウイルス（Lumpy skin disease virus）など
- Genus Leporipoxvirus
  - 兎粘液腫ウイルス（Myxoma virus）
  - ウサギ線維腫ウイルス（Rabbit fibroma virus）など
- Genus Suipoxvirus
  - 豚痘ウイルス（Swinepox virus）
- Genus Molluscipoxvirus
  - 伝染性軟属腫ウイルス（Molluscum contagiosum virus）
- Genus Yatapoxvirus
  - ヤバサル腫瘍ウイルス（Yaba monkey tumor virus）
  - タナポックスウイルス（Tanapox virus）